# نادي اتحاد إب
نادي اتحادإب هو نادي كرة قدم يمني مقره في مدينة إب. تأسس سنة 1967.

## الألقاب والإنجازات
كأس رئيس الجمهورية (اليمن)
- البطل (1): 1998.[بحاجة لمصدر]

فاز بكأس الجمهورية اليمنية عام 1998